# Floyd Gottfredson
Floyd Gottfredson (15 de mayo de 1905 - 22 de julio de 1986) es el dibujante que le dio personalidad a Mickey Mouse en sus tiras cómicas.

## Biografía
Arthur Floyd Gottfredson nació el 5 de mayo de 1905 en Kaysville, Utah (Estados Unidos). Su bisabuelo había inmigrado a los Estados Unidos desde Dinamarca en la década de 1840. El provenía de una extensa familia de mormones con ocho hijos. Tenía tres hermanos y cuatro hermanas. Cuando era chico, sufrió un gran accidente en uno de sus brazos durante una cacería. Esto le ocasionaría una discapacidad permanente en el brazo. El accidente lo mantendría dentro de su casa por bastante tiempo durante su larga recuperación. Fue durante este tiempo que se interesaría en las caricaturas. Tomó varios cursos de caricaturas por correspondencia. Hacia finales de la década de 1920 ya dibujaba tiras para diarios.
Después de ganar una competencia de caricaturas en el año 1928, se mudó al sur de California con su esposa e hijos, justo antes de Navidad. En ese momento existían siete periódicos importantes en ese lugar, pero Gottfredson no fue capaz de conseguir trabajo en alguno de ellos. Él había sido proyector de películas en Utah y pronto encontró trabajo como tal en California. Pero un año después el cine cerró y tuvo que buscar nuevamente trabajo.
Gottfredson escuchó que The Walt Disney Company estaba contratando artistas, así que presentó sus trabajos y se postuló para un empleo, y lo contrataron como aprendiz de animación el 19 de diciembre de 1929. En abril de 1930 comenzó a trabajar en la tira cómica del diario de Mickey Mouse que tenía cuatro meses de antigüedad. El guion y dibujos de la tira original de Mickey Mouse los realizaba el mismo Walt Disney. En mayo de 1930 Disney le dio a Gottfredson la responsabilidad sobre el argumento y dibujo de Mickey Mouse. La primera tira de Mickey Mouse realizada por Goofredson fue publicada en el diario el 5 de mayo de 1930. El 17 de enero de 1932 fue publicada la primera tira cómica de Mickey en color. Más allá de dibujar la tira diaria, dibujó la tira dominical desde el año 1932 hasta mediados del 1938. Gottfredson continuó dibujando y escribiendo el argumento para la caricatura diaria de Mickey hasta que se retiró el 1 de octubre de 1975. Su último trabajo fue publicado el 15 de noviembre de 1975.
Floyd prefería trabajar en animación y tuvo que ser persuadido por Walt Disney para que tome el trabajo del diario. Disney le dijo que alguien más podría hacerse cargo de ella en unas semanas, pero Walt Disney debió haber olvidado ese comentario, ya que Gottfredson continuó haciendo el trabajo durante los siguientes 45 años. Durante este tiempo también creó otros personajes como el Jefe O'Hara.
A lo largo de sus últimos años, antes de que se enfermara de gravedad, Floyd Gottfredson concedió entrevistas que fueron publicadas por muchas revistas especializadas en caricaturas y en publicaciones para estudiantes. 
Sus trabajos han sido publicados en diarios, revistas e historietas de todo el mundo por más de 50 años. Pero, debido a que era un empleado de The Walt Disney Company, nunca se le permitió firmar sus trabajos. Finalmente, Gottfredson recibió reconocimiento por las tiras cómicas de Mickey Mouse durante los últimos años, cuando fueron reimpresas.
Murió en su casa del sur de California el 22 de julio de 1986.
- Datos: Q552422